# Janów (gmina w województwie podlaskim)

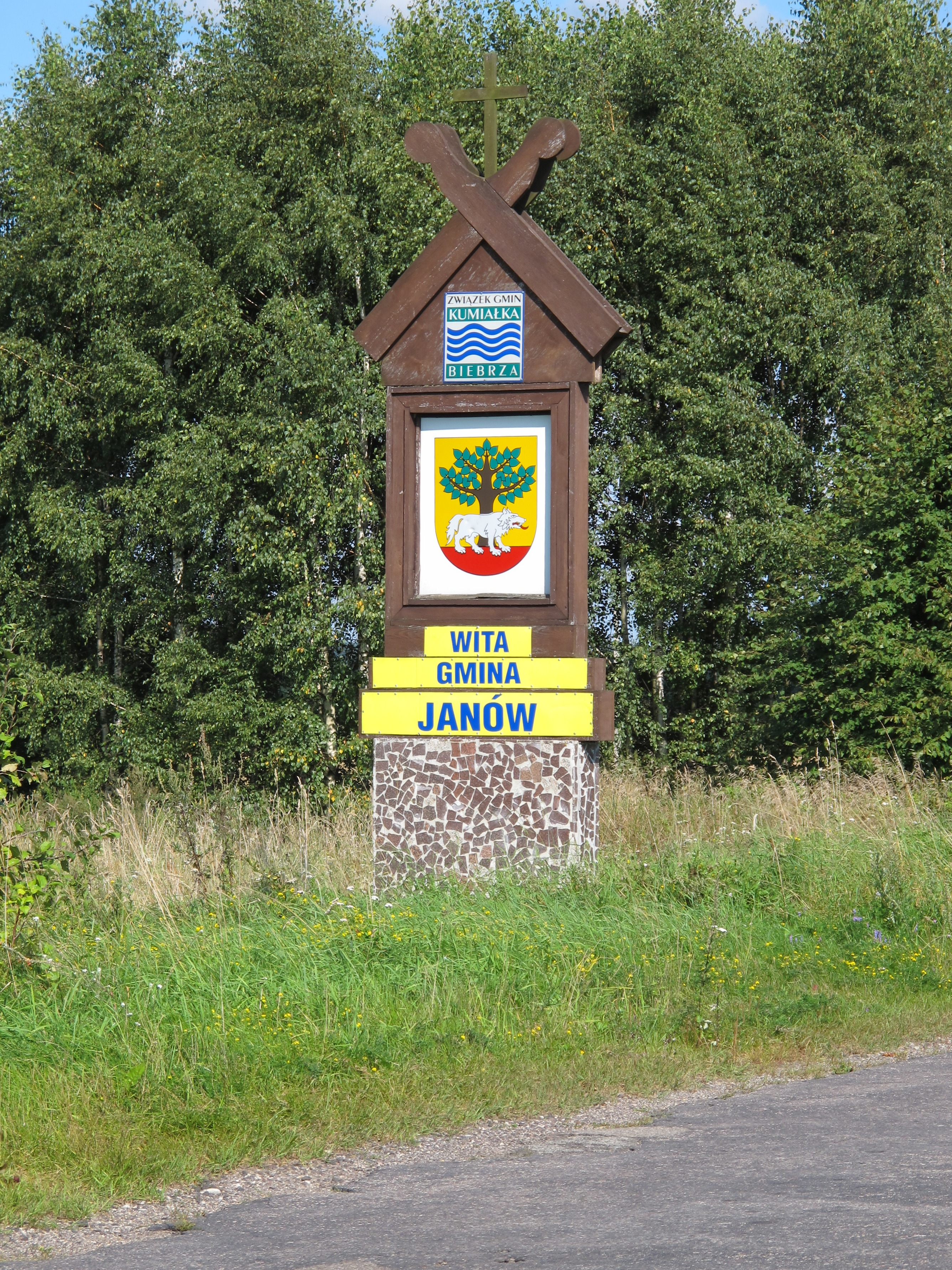
Znak powitalny przy DW671

Janów – gmina wiejska w województwie podlaskim, w powiecie sokólskim. W latach 1975–1998 gmina położona była w województwie białostockim.
Siedziba gminy to Janów.
Według danych z 30 czerwca 2004 gminę zamieszkiwało 4469 osób. Natomiast według danych z 31 grudnia 2019 roku gminę zamieszkiwało 4098 osób.

## Struktura powierzchni
Według danych z roku 2002 gmina Janów ma obszar 207,84 km², w tym:
- użytki rolne: 62%
- użytki leśne: 33%

Gmina stanowi 10,12% powierzchni powiatu.

## Kultura i turystyka
Na terenie gminy Janów znajdują się unikatowe w skali kraju tradycyjne pracownie tkactwa dwuosnowowego. Dywany wykonywane są na ręcznych krosnach w wiejskich pracowniach tkackich. Wyroby lokalnych artystów można obejrzeć między innymi w Izbie Tkactwa Dwuosnowowego prowadzonej przez Gminny Ośrodek Kultury Sportu i Turystyki w Janowie. Janowskie tkaniny są znane i doceniane na całym świecie, zjadując szerokie grono odbiorców wśród miłośników tkactwa - między innymi w Japonii.

## Zabytki
- Kościół Świętego Jerzego w Janowie – świątynia w stylu neogotyckim wybudowana w latach 1899-1904.
- Cmentarz rzymskokatolicki - założony na początku XIX wieku[10].
- Cmentarz żydowski - założony w końcu XIX wieku[11].

## Demografia

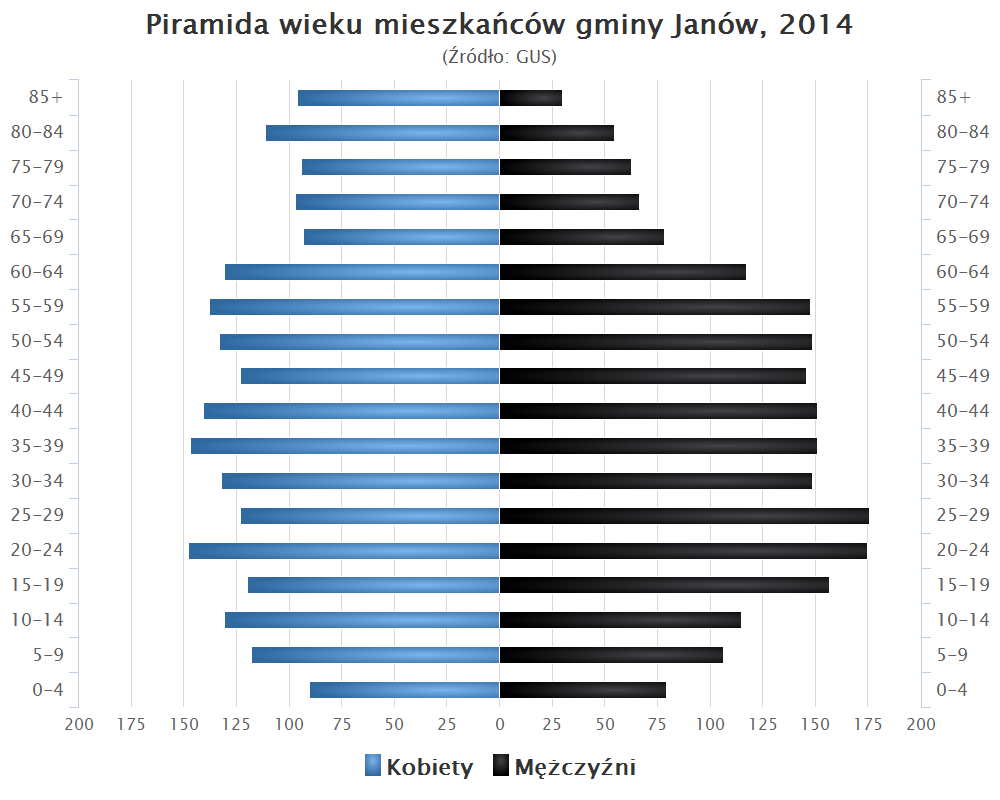
Piramida wieku mieszkańców gminy Janów w 2014 roku

Dane z 30 czerwca 2004:
| Opis                              | Ogółem | Ogółem | Kobiety | Kobiety | Mężczyźni | Mężczyźni |
| --------------------------------- | ------ | ------ | ------- | ------- | --------- | --------- |
| jednostka                         | osób   | %      | osób    | %       | osób      | %         |
| populacja                         | 4469   | 100    | 2238    | 50,1    | 2231      | 49,9      |
| gęstość zaludnienia (mieszk./km²) | 21,5   | 21,5   | 10,8    | 10,8    | 10,7      | 10,7      |

## Sołectwa
Białousy, Budno, Cieśnisk Wielki, Franckowa Buda, Gabrylewszczyzna, Janów, Jasionowa Dolina, Kamienica, Kizielany, Kizielewszczyzna, Krasne, Kumiałka, Kumiałka-Kolonia, Kuplisk, Kuplisk-Kolonia, Łubianka, Marchelówka, Nowokolno, Nowowola, Nowy Janów, Ostrynka, Podłubianka, Przystawka, Rudawka, Sitawka, Sitkowo, Skidlewo, Soroczy Mostek, Sosnowe Bagno, Studzieńczyna, Szczuki, Teolin, Trofimówka, Trzcianka, Wasilówka, Zielony Gaj.

## Pozostałe miejscowości
Brzozowe Błoto, Budzisk-Bagno, Budzisk-Strużka, Chorążycha, Cieśnisk Mały, Cimoszka, Czerteż, Dąbrówka, Giełozicha, Kładziewo, Kwasówka, Podbudno, Podtrzcianka, Sitawka.

## Sąsiednie gminy
Dąbrowa Białostocka, Czarna Białostocka, Korycin, Sidra, Sokółka, Suchowola